# Мацура Степан Макарович

Мацура Степан Макарович, кінець 1950х

Степа́н Мака́рович Мацу́ра (24 грудня 1922, с. Дрогомишль, Яворівського району, Львівської області — 2008) — бандурист.

## Життєпис
Перейняв гру на бандурі від лірника Павла й сліпого кобзаря, яких мати пустила до хати на зиму. Дід зробив Степану бандуру з верби.
1938 року вступив до дав «Просвіти». 1941 року призваний до лав Червоної армії, полонений, вивезений на роботи до Німеччини. Це згодом стало підставою для запроторення його до ГУЛАГу. Брав участь у створенні ансамблю бандуристів ГУЛАГу (м. Інта). В цьому ансамблі серед інших грав Сарма-Соколовський Микола, а керував ним згодом бандурист Олег Гасюк.
Проживав із дружиною Марією в Павлограді з 1956 року. Працював на шахтах Донбасу. За Незалежної України керував міським товариством політв'язнів та репресованих. Був активним діячем товариства української мови. 1994 року разом із В. Кириленком і М. Топчієм ініціював організацію Дніпропетровської спілки кобзарів, яку очолював.